# Кохані мої
«Кохані мої» (італ. «Amori miei») — італійська кінокомедія режисера Стено з Монікою Вітті, Джонні Дореллі і Енріко Марія Салерно у головних ролях, що вийшла 21 грудня 1978 року.

## Сюжет
Анна закохується відразу у двох чоловіків, і їй вдається не помилитися та розділятися між одним й іншим. Всі нещастя починаються, коли чоловіки стають друзями…

## У ролях
| Моніка Вітті         | ···· | Анна Россі/Ліза Б'янкі |
| Джонні Дореллі       | ···· | Марко Россі            |
| Енріко Марія Салерно | ···· | Антоніо Б'янкі         |
| Едвіж Фенек          | ···· | Дебора                 |

## Знімальна група
| Режисер    | ···· | Стено                                                      |
| Сценарій   | ···· | Яя Ф'ястрі                                                 |
| Продюсер   | ···· | Нікола Карраро, Франко Крістальді                          |
| Оператор   | ···· | Франко Ді Джакомо                                          |
| Композитор | ···· | Армандо Тровайолі                                          |
| Художник   | ···· | Джантіто Бурк'єлларо, Ніколетта Ерколе, Джованні Наталуччі |
| Монтаж     | ···· | Раймондо Крочані                                           |

## Нагороди
- 1979 — Давид ді Донателло
  - Найкраща головна жіноча роль — Моніка Вітті
- 1980 — Міжнародний фестиваль гумору Бордігери
  - Приз Капе Мільярезе для самого гумористичного фільму